# Починичи
 Починичи — деревня в Смоленской области России, в Шумячском районе. Население — 245 жителей (2007 год). Расположена в юго-западной части области в 17 км к северо-западу от Шумячей, на берегах реки Белая Немка.
Входит в состав Снегирёвского сельского поселения.

## История
Деревня, по всей видимости, основана на земле, на которой был вырублен лес. Почин — закладка новой пашни в лесу. В 1897 году в деревне было 93 двора, 659 жителей. Церковь, церковно-приходская школа, проводилась ярмарка. В деревне родились братья Воронцовы[значимость факта?], Иван Михайлович – доктор медицинских наук и Евгений Михайлович – доктор биологических наук.

## Экономика
Средняя школа, детский сад, медпункт.

## Достопримечательности
- Памятник археологии:
  - 4 кургана к северу от деревни.
- Памятник воинам Советской Армии, погибших в 1941 - 1945 гг.